# Рапалльський договір (1922)

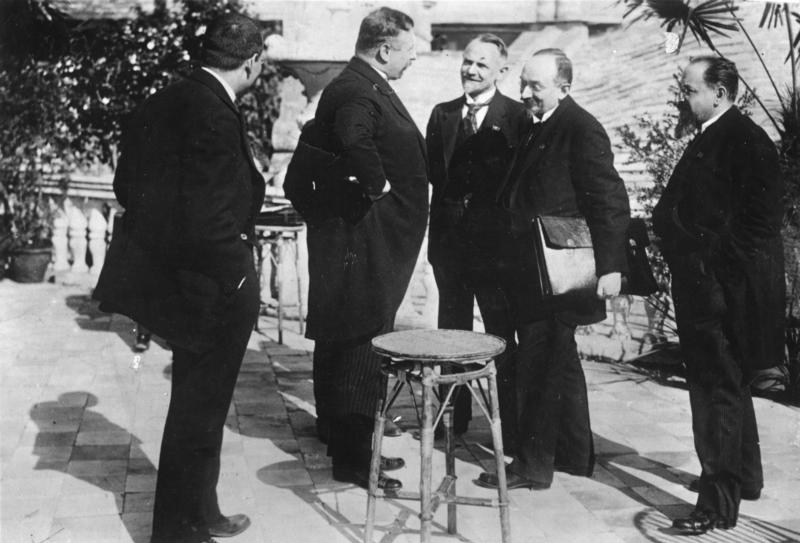
Канцлер Німеччини Йозеф Вірт (другий зліва) з Красіним, Чічеріним та Йоффе від російської делегації

Рапалльський договір між Російською Соціалістичною Федеративною Радянською Республікою і Німецькою Державою укладено 16 квітня 1922 в місті Рапалло (Королівство Італія) під час Генуезької конференції.

## Передісторія
І Російська СФРР, і Німецька імперія були державами, що програли Першу світову війну. Для Росії вона завершилась сепаратним Договором з Центральними державами у Бресті-Литовському (березень 1918), для Німеччини — Версальським договором з державами Антанти (червень 1919). Політичні діячі Російської СФРР і Німецької Держави розглядали ці договори як несправедливі і «грабіжницькі», що і підштовхувало їх до взаємодії.

## Основні положення
Договір передбачав негайне повне відновлення дипломатичних і консульських відносин між Російською СФРР і Німецькою Державою.
Сторони взаємно відмовлялися від претензій на відшкодування військових витрат і невійськових збитків і домовлялися про порядок врегулювання розбіжностей між собою. Німеччина визнавала націоналізацію німецької державної і приватної власності в Російській СФРР і відмовлялася від претензій, що випливали «із заходів РСФРР або її органів по відношенню до німецьких громадян або до їхніх особистих прав за умови, що уряд РСФРР не задовольнятиме аналогічних претензій інших держав».
Обидві сторони визнали принцип найбільшого сприяння як основу правових і економічних відносин, зобов'язувалися сприяти розвитку торговельно-економічних зв'язків. Німецький уряд заявляв про свою готовність надати німецьким фірмам допомогу в справі розвитку ділових зв'язків з радянськими організаціями.
Договір було укладено без вказівки терміну.
Крім того сторони обмінялися секретними нотами з приводу погодження дій відповідно до ст. 2 Договору на випадок визнання Росією претензій якоїсь третьої держави.

## Підписання та ратифікація
З боку Росії (РСФРР) договір підписав Народний комісар закордонних справ Георгій Чічерін. З боку Німецької Держави — Райхсміністр закордонних справ доктор Вальтер Ратенау.
Голова Раднаркому РСФРР В. Ульянов (Ленін) відреагував на події запискою:
|  | 18 квітня 1922 р. т. Сталіну, Каменєву і Троцькому Телеграма Литвинова щодо підписання угоди з Німеччиною ставить питання, чи доцільно це друкувати негайно чи відкласти до деякого прояснення тієї обставини, чи невідворотній розрив у Генуї. Вважаю, що це питання треба вирішити сьогодні ж. Ленін . Оригінальний текст (рос.) Генуя, 18 апреля 1922 г. т. Сталину, Каменеву и Троцкому Телеграмма Литвинова о подписании соглашения с Германией ставит вопрос, целесообразно ли это печатать немедленно или отложить до некоторого выяснения того обстоятельства, неизбежен ли разныв в Генуе. Думаю, что этот вопрос надо решить сегодня же. Ленин |

Офіційне повідомлення про підписання Рапалльського договору було опубліковане в «Известиях ВЦИК» 19 квітня 1922 р. під заголовком «від Народного комісаріату закордонних справ».
Договір був ратифікований Всеросійським центральним виконавчим комітетом 16 травня і райхстаґом Німеччини 4 липня 1922 року.

## Значення
Рапалльський договір означав розірвання міжнародної дипломатичної ізоляції більшовицької диктатури Радянської Росії (рос. Советской России). А для Веймарської республіки це був перший рівноправний договір після Версаля.
Завдяки цій угоді Червона Армія отримувала можливість використовувати технічні досягнення німецької військової промисловості і вивчати сучасні організаційні методи німецького генштабу. Рейхсвер отримав можливість готувати групи льотчиків, танкістів і фахівців з хімічної зброї, а також таємно навчати своїх офіцерів поводженню з новою зброєю, виготовлення і володіння яким було заборонено Німеччині, таким чином ігноруючи обмеження Версальського договору.
Зокрема, 14 травня 1923 року було підписано угоду про зведення в Радянському Союзі заводу з виробництва іприту та фосгену.

## Наслідки
Реакцією на цей договір з боку країн — учасниць Генуезької конференції, була колективна нота:
| Пане головуючий! Держави, що підписались нижче, з подивом довідались, що впродовж першої фази роботи конференції Німеччина, не повідомивши про це інші представлені там держави, таємно уклала договір з Радянським урядом. Питання, що їх зачіпає цей договір, саме у цей час є предметом перемовин між представниками Росії і представниками всіх інших запрошених на конференцію держав, серед інших і Німеччини. Ледве тиждень тому німецький канцлер на першому засіданні зробив заяву, що німецька делегація буде співпрацювати з іншими державами в справі вирішення цих питань у дусі абсолютної чесності та солідарності. <…> Складення подібної угоди під час роботи конференції є порушенням умов, котрих Німеччина зобов'язалася дотримуватись при своєму вступі до числа її учасників. <…> За цих умов ті, що нижче підписалися, вважають, що було би несправедливим, щоби Німеччина, після укладення окремих угод з Росією, могла би брати участь в обговоренні статей угоди між країнами, що вони їх представляють, і Росією. Вони роблять з усього цього висновок, що німецькі делегати відмовилися брати участь в обговоренні пунктів угоди поміж країнами, що представлені на конференції, і Росією. Прийміть, пане голово, заяву нашої глибокої пошани. Ллойд-Джордж, Луї Барту, Факта, Ішії, Тейніс, Бенеш, Скирмунт, Нинчин, Діаманді [5]. Оригінальний текст (рос.) [Генуя, 18 апреля 1922 г. Господин председатель! Нижеподписавшиеся державы с удивлением узнали, что в течение первой фазы работ конференции Германия, не сообщив об этом другим представленным там державам, тайно заключила договор с Советским правительством. Вопросы, затрагиваемые этим договором, составляют именно в данный момент предмет переговоров между представителями России и представителями всех других приглашенных на конференцию держав, в том числе и Германии. Едва ли неделю тому назад германский канцлер заявил на первом заседании, что германская делегация будет сотрудничать с другими державами в деле разрешения этих вопросов в духе абсолютной честности и солидарности. <…> Заключение подобного соглашения во время работ конференции является нарушением условий, которые Германия обязалась соблюдать при своем вступлении в число ее участников. <…> При этих условиях нижеподписавшиеся полагают, что было бы несправедливо, чтобы Германия, после заключения частных соглашений с Россией, могла участвовать в обсуждении статей соглашения между представляемыми ими странами и Россией. Они заключают из всего этого, что германские делегаты отказались участвовать в обсуждении пунктов соглашения между представленными на конференции странами и Россией. Примите, господин председатель, уверение в нашем высоком уважении. Ллойд-Джордж, Луи Барту, Факта, Ишии, Тейнис, Бенеш, Скирмунт, Нинчин, Диаманди] Помилка: [undefined] Помилка: {{Lang}}: немає тексту (допомога): текст вже має курсивний шрифт (допомога) |
Одним із наслідків Договору від 16 квітня 1922 року було започаткування широкомасштабної військової співпраці Радянської Росії (пізніше — СРСР) і Німеччини.

Ця співпраця почалася раніше із зустрічі колишнього керівника німецької розвідки полковника у відставці Вальтера Ніколаї з Головою Раднаркому В. Ульяновим (Леніним), а продовжувалась на підставі так званого «Договору Радека — фон Секта (нім. Johannes Friedrich Leopold von Seeckt)» (1922) протягом 20-х — початку 30-х років. Договір 
| дозволив Німеччині зробити істотний ривок вперед у підготовці збройних сил держави оминаючи вимоги Версальського договору[6] |
З підписання цього договору офіційно почалося закабалення України у «братньому союзі» з РСФРР. Квітневе Рапалло стало прологом до підписання союзного договору у грудні того ж 1922 року.

## Участь України
5 листопада 1922 в Берліні був підписаний «Договір про поширення на союзні РСФРР республіки Договору, підписаного 16 квітня у Рапалло між РСФРР і Німеччиною».
Його підписали:
- Володимир Аусем, член Всеукраїнського Центрального Виконавчого Комітету, як уповноважений Уряду Української Соціалістичної Радянської Республіки;
- Микола Крестинський, Повноважний Представник і Посол Російської Соціалістичної Федеративної Радянської Республіки в Берліні, як уповноважений Урядів Соціалістичної Радянської Республіки Білорусі, Соціалістичної Радянської Республіки Грузії, Азербайджанської Соціалістичної Радянської Республіки, Соціалістичної Радянської Республіки Вірменії і Далекосхідної Республіки;
- барон фон Мальцан (нім. Adolf Georg von Maltzan), міністеріальдиректор Міністерства закордонних справ, як уповноважений Німецького Уряду.

Відповідно до ст. 2 цього договору за УСРР і Німеччиною визнавалось право встановлення розміру і зарахування тих претензій, що виникли на користь Українського Уряду чи Німецького Уряду по закінченню стану війни між Україною і Німеччиною, а саме у проміжок часу, коли в Україні знаходились німецькі війська.
У нотах, що ними обмінялися Райхсканцлер Німеччини і повноважний представник РСФРР у зв'язку з підписанням Договору про поширення Рапалльського договору, вказувалось, що 
| «німецький уряд цим підписанням визнав де-юре уряди - Української Соціалістичної Радянської Республіки, - Соціалістичної Радянської Республіки Білорусі, - Соціалістичної Радянської Республіки Грузії, - Азербайджанської Соціалістичної Радянської Республіки, - Соціалістичної Радянської Республіки Вірменії, - Далекосхідної Республіки і згоден встановити дипломатичні та консульські відносини ще до ратифікації Договору» [10] |
Цей Договір був ратифікований ВЦВК УСРР 14 грудня 1922 року.